# East Laurinburg
East Laurinburg est une ville située dans le comté de Scotland, dans l’État de Caroline du Nord, aux États-Unis. Sa population s’élevait à 300 habitants lors du recensement de 2010, estimée à 286 habitants en 2016.

## Démographie
| 1910 | 1920 | 1930 | 1940 | 1950 | 1960 |
| ---- | ---- | ---- | ---- | ---- | ---- |
| 577  | 541  | 813  | 890  | 745  | 695  |

| 1970 | 1980 | 1990 | 2000 | 2010 | - |
| ---- | ---- | ---- | ---- | ---- | - |
| 487  | 536  | 302  | 295  | 300  | - |

## Source de la traduction
- (en) Cet article est partiellement ou en totalité issu de l’article de Wikipédia en anglais intitulé « East Laurinburg, North Carolina » (voir la liste des auteurs).

1. ↑  (en) « Statistiques des États-Unis - Caroline du Nord - Profils des communautés de 2010 » (consulté en novembre 2020)